# Shinya Yamanaka
Pour les articles homonymes, voir Shinya et Yamanaka.
Shinya Yamanaka (山中 伸弥, Yamanaka Shinya), né le 4 septembre 1962 à Higashiosaka au Japon, est un médecin japonais et chercheur sur les cellules souches pluripotentes induites et la reprogrammation des cellules somatiques.
Yamanaka partage son temps entre San Francisco et Kyoto. Au Japon, il est à la fois directeur du Center for iPS Cell Research and Application (CiRA) et directeur de recherches à l'Institute for Integrated Cell-Material Sciences (iCeMS), tous deux à l'université de Kyoto. Cet ancien chirurgien orthopédiste a été formé à la recherche biomédicale lors d'un stage post-doctoral à San Francisco dans les années 1990 ; il exerce également depuis 2007 les fonctions de directeur de laboratoire aux Gladstone Institutes et de professeur d'anatomie à l'université de Californie à San Francisco. Il est corécipiendaire du prix Nobel de physiologie ou médecine 2012 avec John Gurdon.

## Biographie
Shinya Yamanaka fait ses études de médecine à l'université de Kobe dont il obtient son doctorat de médecine en 1987. Il soutient sa thèse de science à l'université municipale d'Osaka en 1993. Il fait ensuite son clinicat en chirurgie orthopédique à l'hôpital d'Osaka puis un post-doc aux Gladstone Institutes of Cardiovascular Disease de San Francisco.
Il travaille de 1997 à 2004 au collège doctoral de sciences et techniques de Nara avant d'intégrer l'université de Kyoto à partir de 2004, aux Gladstone Institutes et à l'université de Californie à San Francisco en 2007. Depuis 2013, il co-préside avec Kei Hata la société éducative Sakushin (ja) à Utsunomiya,.

## Travaux scientifiques
Pour ses expériences de dédifférenciation de cellules souches adultes en cellules souches pluripotentes induites, Yamanaka et son équipe ont utilisé un cocktail de gènes (Oct3/Oct4, SOX2, KLF4 et c-myc) pour reprogrammer génétiquement des cellules de souris en cellules pluripotentes. Ces expériences ont été reproduites par son équipe sur des cellules humaines en décembre 2007.
Dans un article paru dans Science en février 2008, il affirme que la méthode de transformation génétique des cellules à l'aide d'un virus n'entraîne pas de problème de tumeurs, ce qui pourrait ouvrir la voie vers un usage thérapeutique pour la régénération de tissu.

## Prix et distinctions
- 2008 : Prix Shaw en sciences de la vie et médecine[5]

- 2009 : prix Albert-Lasker pour la recherche médicale fondamentale avec John Gurdon
- 2010 : prix Balzan
- 2011 : prix Wolf de médecine
- 2012 : prix Millennium Technology[6]
- 2012 : prix Nobel de physiologie ou médecine avec John Gurdon
- 2013 : nommé membre de l'Académie pontificale des sciences[7]